# Васбек
Васбек (њем. Wasbek) општина је у њемачкој савезној држави Шлезвиг-Холштајн. Једно је од 165 општинских средишта округа Рендсбург. Према процјени из 2010. у општини је живјело 2.232 становника. Посједује регионалну шифру (AGS) 1058169, NUTS (DEF0B) и LOCODE (DE WBK) код.

## Географски и демографски подаци
Васбек се налази у савезној држави Шлезвиг-Холштајн у округу Рендсбург. Општина се налази на надморској висини од 18 метара. Површина општине износи 23,5 km². У самом мјесту је, према процјени из 2010. године, живјело 2.232 становника. Просјечна густина становништва износи 95 становника/km².